# نايلا
بلدية نايلا (بالإسبانية: Neila)‏, هي إحدى بلديات مقاطعة برغش, التي تقع في منطقة قشتالة وليون, والتي تقع في شمال غرب إسبانيا.
يبلغ عدد سكانها 228 نسمة وفقاً لإحصائية سنة (2002).